# 拉達克高原鰍
拉達克高原鰍（學名：Triplophysa ladacensis）為輻鰭魚綱鯉形目條鰍科高原鰍屬的其中一種。分布於亞洲印度查謨和喀什米爾邦及中國西藏自治區淡水流域，體長可達10.5公分，棲息在溪流底層水域，生活習性不明。

## 扩展阅读
維基物種上的相關：拉達克高原鰍